# Couin
Couin est une commune française située dans le département du Pas-de-Calais en région Hauts-de-France. Ses habitants sont appelés les Couinois.
La commune fait partie de la communauté de communes des Campagnes de l'Artois qui regroupe 96 communes et compte 33 141 habitants en 2021.

## Géographie

### Localisation
Localisée dans le sud-est du département du Pas-de-Calais et limitrophe du département de la Somme, Couin est une commune de la vallée de l'Authie située, à vol d'oiseau, à 13 km à l'est de la commune de Doullens et à 23 km au sud-ouest de la commune d’Arras (chef-lieu d'arrondissement et préfecture du Pas-de-Calais).
Le territoire de la commune est limitrophe de ceux de six communes, dont trois, Bus-lès-Artois, Coigneux et Saint-Léger-lès-Authie, situées dans le département de la Somme
Les communes limitrophes sont  Bus-lès-Artois, Coigneux, Hénu, Pas-en-Artois, Saint-Léger-lès-Authie et Souastre.

### Géologie et relief
La superficie de la commune est de 5,82 km2 ; son altitude varie de 90  à   159 m.

### Hydrographie
Le territoire de la commune est situé dans le bassin Artois-Picardie.
La commune est traversée par l'Authie, cours d'eau naturel de 108,18 km, qui prend sa source dans la commune de Coigneux, située dans le département de la Somme, et qui se jette dans la Manche entre les communes de Berck et de Fort-Mahon-Plage.

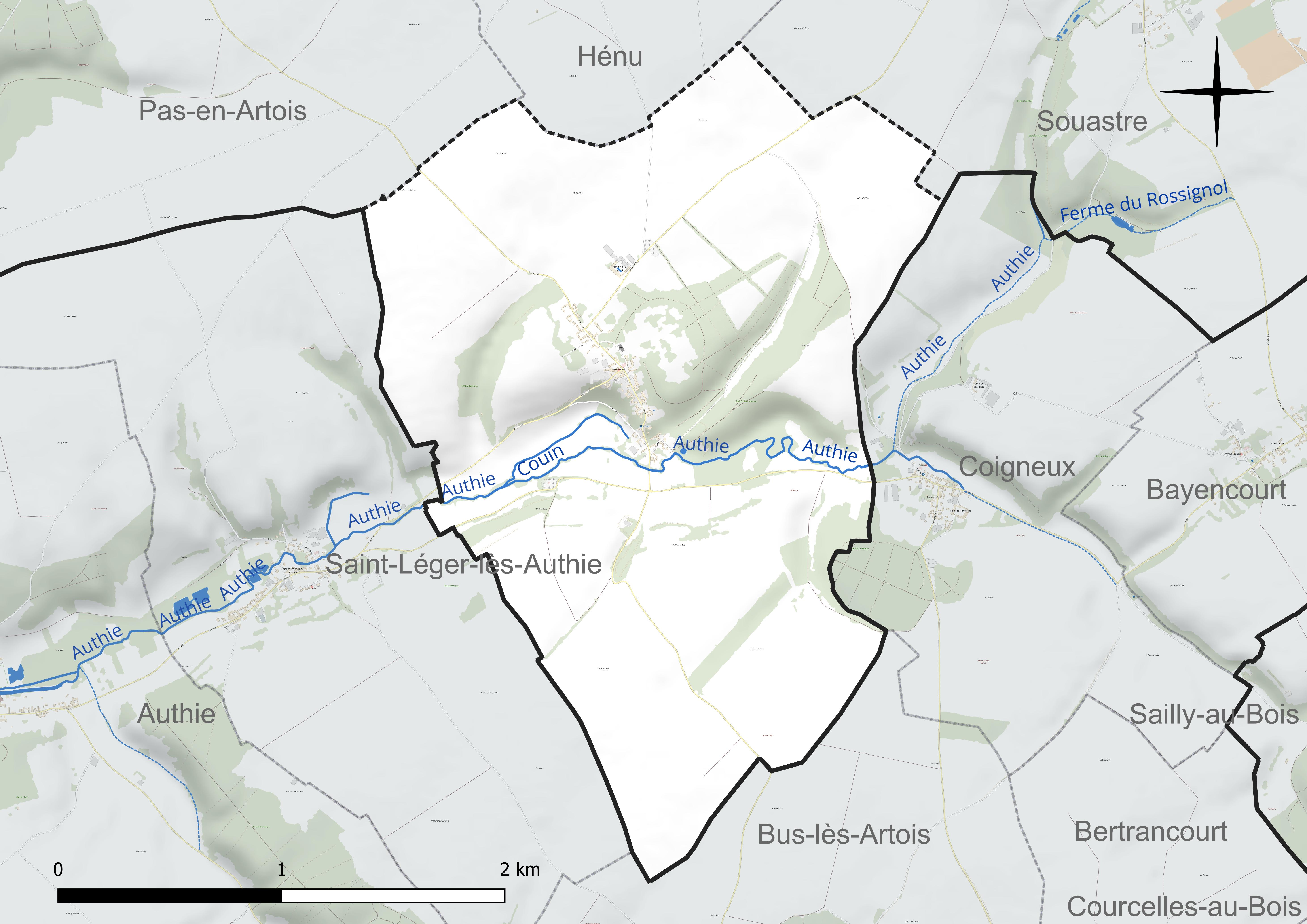
Réseau hydrographique de Couin.

### Climat
Pour des articles plus généraux, voir Climat des Hauts-de-France et Climat du Pas-de-Calais.
En 2010, le climat de la commune est de type climat océanique dégradé des plaines du Centre et du Nord, selon une étude du CNRS s'appuyant sur une série de données couvrant la période 1971-2000. En 2020, Météo-France publie une typologie des climats de la France métropolitaine dans laquelle la commune est exposée à un climat océanique et est dans la région climatique Nord-est du bassin Parisien, caractérisée par un ensoleillement médiocre, une pluviométrie moyenne régulièrement répartie au cours de l’année et un hiver froid (3 °C).
Pour la période 1971-2000, la température annuelle moyenne est de 10 °C, avec une amplitude thermique annuelle de 14,5 °C. Le cumul annuel moyen de précipitations est de 847 mm, avec 12,9 jours de précipitations en janvier et 9,1 jours en juillet. Pour la période 1991-2020, la température moyenne annuelle observée sur la station météorologique la plus proche, située sur la commune de Saulty à 9 km à vol d'oiseau, est de 10,4 °C et le cumul annuel moyen de précipitations est de 899,7 mm,. Pour l'avenir, les paramètres climatiques de la commune estimés pour 2050 selon différents scénarios d'émission de gaz à effet de serre sont consultables sur un site dédié publié par Météo-France en novembre 2022.

### Paysages
La commune s'inscrit dans l'est du « paysage du val d’Authie » tel que défini dans l’atlas des paysages de la région Nord-Pas-de-Calais, conçu par la direction régionale de l'Environnement, de l'Aménagement et du Logement (DREAL),.
Ce paysage, qui concerne 83 communes, se délimite : au sud, dans le département de la  Somme par le « paysage de l’Authie et du Ponthieu, dépendant de l’atlas des paysages de la Picardie et au nord et à l’est par les paysages du Montreuillois, du Ternois et les paysages des plateaux cambrésiens et artésiens. Le caractère frontalier de la vallée de l’Authie, aujourd’hui entre le Pas-de-Calais et la Somme, remonte au Moyen Âge où elle séparait le royaume de France du royaume d’Espagne, au nord.
Son coteau Nord est net et escarpé alors que le coteau Sud offre des pentes plus douces. À l’Ouest, le fleuve s’ouvre sur la baie d'Authie, typique de l’estuaire picard, et se jette dans la Manche. Avec son vaste estuaire et les paysages des bas-champs, la baie d’Authie contraste avec les paysages plus verdoyants en amont.
L’Authie, entaille profonde du plateau artésien, a créé des entités écopaysagères prononcées avec un plateau calcaire dont l’altitude varie de 100 à 163 m qui s’étend de chaque côté du fleuve. L’altitude du plateau décline depuis le pays de Doullens, à l'est (point culminant à 163 m), vers les bas-champs picards, à l'ouest (moins de 40 m). Le fond de la vallée de l’Authie, quant à lui, est recouvert d’alluvions et de tourbes. L’Authie est un fleuve côtier classé comme cours d'eau de première catégorie où le peuplement piscicole dominant est constitué de salmonidés. L’occupation des sols des paysages de la Vallée de l’Authie est composée pour 70% en culture.

## Urbanisme

### Typologie
Au 1er janvier 2024, Couin est catégorisée commune rurale à habitat dispersé, selon la nouvelle grille communale de densité à sept niveaux définie par l'Insee en 2022.
Elle est située hors unité urbaine et hors attraction des villes,.

### Occupation des sols
L'occupation des sols de la commune, telle qu'elle ressort de la base de données européenne d’occupation biophysique des sols Corine Land Cover (CLC), est marquée par l'importance des territoires agricoles (89 % en 2018), en augmentation par rapport à 1990 (88 %). La répartition détaillée en 2018 est la suivante : 
terres arables (66 %), prairies (23 %), forêts (11 %). L'évolution de l’occupation des sols de la commune et de ses infrastructures peut être observée sur les différentes représentations cartographiques du territoire : la carte de Cassini (XVIIIe siècle), la carte d'état-major (1820-1866) et les cartes ou photos aériennes de l'IGN pour la période actuelle (1950 à aujourd'hui).

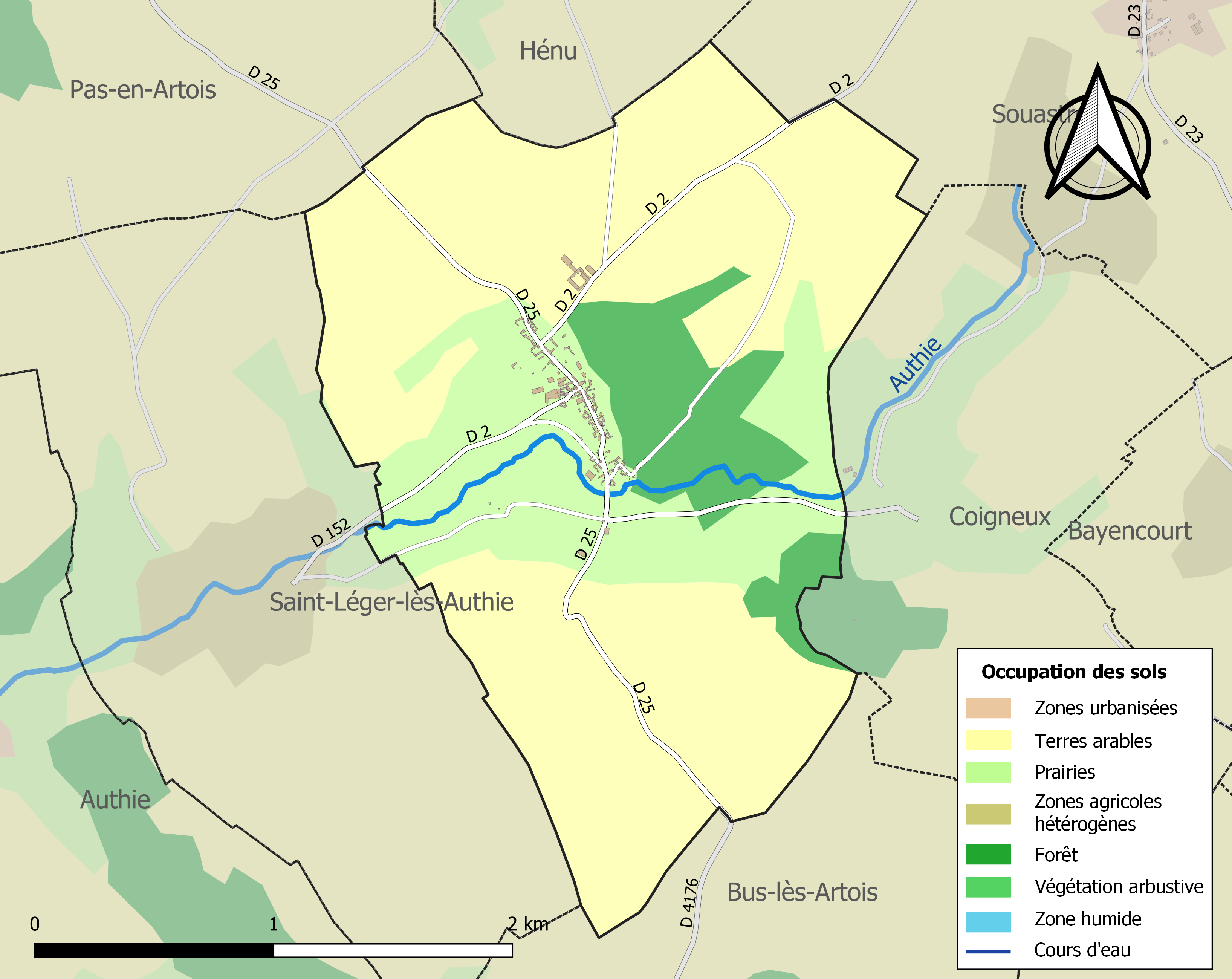
Carte des infrastructures et de l'occupation des sols de la commune en 2018 (CLC).

#### Voies de communication
La commune est desservie par les routes départementales D 2, D 25 et D 152.

## Toponymie
Le nom de la localité est attesté sous les formes Cuin en 1149 ; Coaing en 1200 ; Coign en 1200 ; Coig en 1203 ; Cuins en 1258 ; Coiing en 1264 ; Coing au XIIIe siècle ; Couwin en 1545, , Couin depuis 1793 et 1801.
Comme pour Coigneux, deux hypothèses sont fournies pour l'origine du nom du village :
- Given, mot celtique signifiant blanc, allusion aux côtes marneuses et leurs crêtes blanches ;
- Cavinum, cavum, en référence à la vallée profonde creusée par l'Authie.

## Histoire
Une partie de cette terre était tenue de l'abbaye de Corbie (Recueils du P. Ignace, t.IV, f° 14) et l'autre dépendait de la châtellenie de Pas depuis l'année 841. Adam, seigneur de Couin, d'après une Charte de 1203, était en même temps Prévôt de Pas.
Plus tard, la seigneurie  appartint à la famille de Beaufort,et enfin à celle de Landas de Louvignies, dont un des ancêtres eut la garde des fils du roi Jean à la bataille de Poitiers (septembre 1356).
On tient par tradition dans ce village qu'autrefois la commune était bâtie le long de la rivière qui borde le cimetière actuel là où se trouvait l'ancienne église : les guerres du XVIe siècle détruisirent toutes ces constructions, y compris le château, et l'on rebâtit la nouvelle paroisse sur le haut de la colline.
À la place de l'église primitive, on éleva une chapelle dédiée à saint Pierre qui est devenue le but d'un pèlerinage fréquenté ; la statue du saint est en pierre artistement sculptée et porte la date de 1661.
La nouvelle église de Couin a été construite à la fin du XVIe siècle, sous la domination espagnole, elle est sous le vocable de Saint-Pierre-aux-Liens (Dictionnaire Historique et Archéologique du Pas-de-Calais, 1874, tome II, pages 173 & 174)
Au cours de la Première Guerre mondiale, des soldats néo-zélandais occupent le château.

## Politique et administration

### Découpage territorial
La commune se trouve dans l'arrondissement d'Arras du département du Pas-de-Calais.

#### Commune et intercommunalités
La commune est membre de la communauté de communes des Campagnes de l'Artois.

#### Circonscriptions administratives
La commune est rattachée au canton d'Avesnes-le-Comte.

#### Circonscriptions électorales
Pour l'élection des députés, la commune fait partie de la première circonscription du Pas-de-Calais.

### Élections municipales et communautaires

#### Liste des maires
| Période                                  | Période                      | Identité        | Étiquette | Qualité                                    |
| ---------------------------------------- | ---------------------------- | --------------- | --------- | ------------------------------------------ |
| Les données manquantes sont à compléter. |                              |                 |           |                                            |
| 1983                                     | 2020                         | Francis Savoye  |           | Réélu pour le mandat 2014-2020,            |
| 27 mai 2020                              | En cours (au 7 février 2022) | Vincent Lacroix |           | Contremaître Élu pour le mandat 2020-2026, |

## Équipements et services publics

### Justice, sécurité, secours et défense
La commune dépend du tribunal judiciaire d'Arras, du conseil de prud'hommes d'Arras, de la cour d'appel de Douai, du tribunal de commerce d'Arras, du tribunal administratif de Lille, de la cour administrative d'appel de Douai, du pôle nationalité du tribunal judiciaire d’Arras et du tribunal pour enfants d'Arras.

## Population et société

### Démographie
Les habitants sont appelés les Couinois.

#### Évolution démographique
L'évolution du nombre d'habitants est connue à travers les recensements de la population effectués dans la commune depuis 1793. Pour les communes de moins de 10 000 habitants, une enquête de recensement portant sur toute la population est réalisée tous les cinq ans, les populations de référence des années intermédiaires étant quant à elles estimées par interpolation ou extrapolation. Pour la commune, le premier recensement exhaustif entrant dans le cadre du nouveau dispositif a été réalisé en 2005.

En 2022, la commune comptait 79 habitants, en évolution de −28,83 % par rapport à 2016 (Pas-de-Calais : −0,72 %, France hors Mayotte : +2,11 %).
| 1793 | 1800 | 1806 | 1821 | 1831 | 1836 | 1841 | 1846 | 1851 |
| ---- | ---- | ---- | ---- | ---- | ---- | ---- | ---- | ---- |
| 341  | 315  | 326  | 334  | 343  | 346  | 368  | 368  | 371  |

| 1856 | 1861 | 1866 | 1872 | 1876 | 1881 | 1886 | 1891 | 1896 |
| ---- | ---- | ---- | ---- | ---- | ---- | ---- | ---- | ---- |
| 382  | 365  | 359  | 318  | 333  | 289  | 257  | 265  | 248  |

| 1901 | 1906 | 1911 | 1921 | 1926 | 1931 | 1936 | 1946 | 1954 |
| ---- | ---- | ---- | ---- | ---- | ---- | ---- | ---- | ---- |
| 239  | 246  | 212  | 201  | 181  | 170  | 152  | 158  | 130  |

| 1962 | 1968 | 1975 | 1982 | 1990 | 1999 | 2005 | 2006 | 2010 |
| ---- | ---- | ---- | ---- | ---- | ---- | ---- | ---- | ---- |
| 121  | 90   | 91   | 79   | 71   | 90   | 119  | 126  | 103  |

| 2015 | 2020 | 2022 | - | - | - | - | - | - |
| ---- | ---- | ---- | - | - | - | - | - | - |
| 109  | 88   | 79   | - | - | - | - | - | - |

#### Pyramide des âges
En 2018, le taux de personnes d'un âge inférieur à 30 ans s'élève à 28,4 %, soit en dessous de la moyenne départementale (36,7 %). De même, le taux de personnes d'âge supérieur à 60 ans est de 20,5 % la même année, alors qu'il est de 24,9 % au niveau départemental.
En 2018, la commune comptait 48 hommes pour 56 femmes, soit un taux de 53,85 % de femmes, largement supérieur au taux départemental (51,5 %).
Les pyramides des âges de la commune et du département s'établissent comme suit.
| Hommes | Classe d’âge | Femmes |
| ------ | ------------ | ------ |
| 0,0    | 90 ou +      | 2,1    |
| 4,9    | 75-89 ans    | 8,5    |
| 9,8    | 60-74 ans    | 14,9   |
| 34,1   | 45-59 ans    | 29,8   |
| 24,4   | 30-44 ans    | 14,9   |
| 9,8    | 15-29 ans    | 14,9   |
| 17,1   | 0-14 ans     | 14,9   |

| Hommes | Classe d’âge | Femmes |
| ------ | ------------ | ------ |
| 0,5    | 90 ou +      | 1,6    |
| 5,6    | 75-89 ans    | 8,9    |
| 16,7   | 60-74 ans    | 18,1   |
| 20,2   | 45-59 ans    | 19,2   |
| 18,9   | 30-44 ans    | 18,1   |
| 18,2   | 15-29 ans    | 16,2   |
| 19,9   | 0-14 ans     | 17,9   |

## Culture locale et patrimoine

### Lieux et monuments

#### Monument historique
le château de Couin fait l’objet d’une inscription au titre des monuments historiques par arrêté du 5 juillet 1965,. Le château a été construit en 1748 par Philippe de Landas, comte de Louvignies. Il est passé par alliance aux Sainte-Aldegonde-Noircarmes puis aux Louvencourt. Le propriétaire actuel a entrepris de le restaurer depuis quelques années. Les habitants du château assistaient à la messe dans une tribune donnant sur le chœur de l'église.

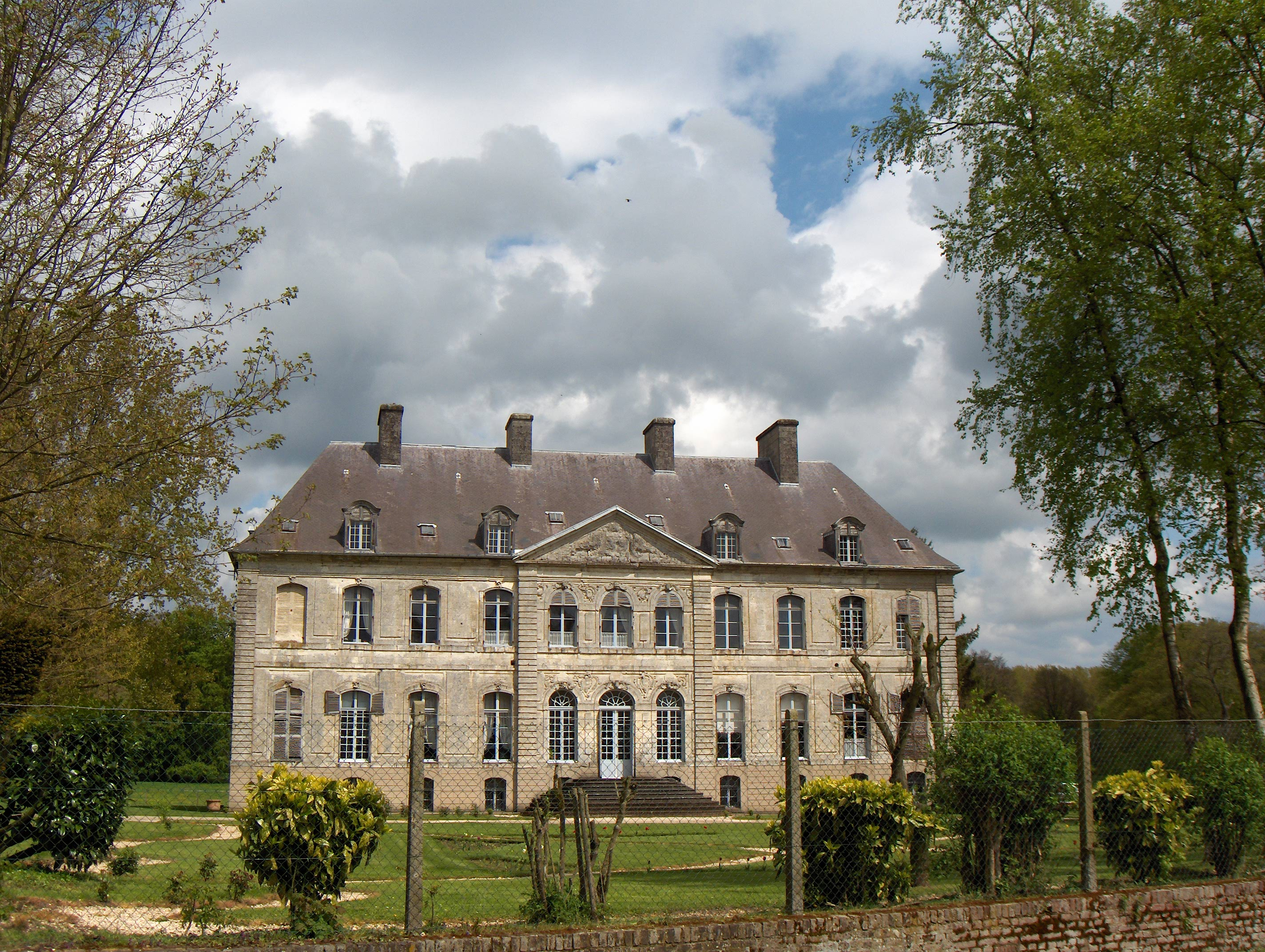
Le château de Couin.
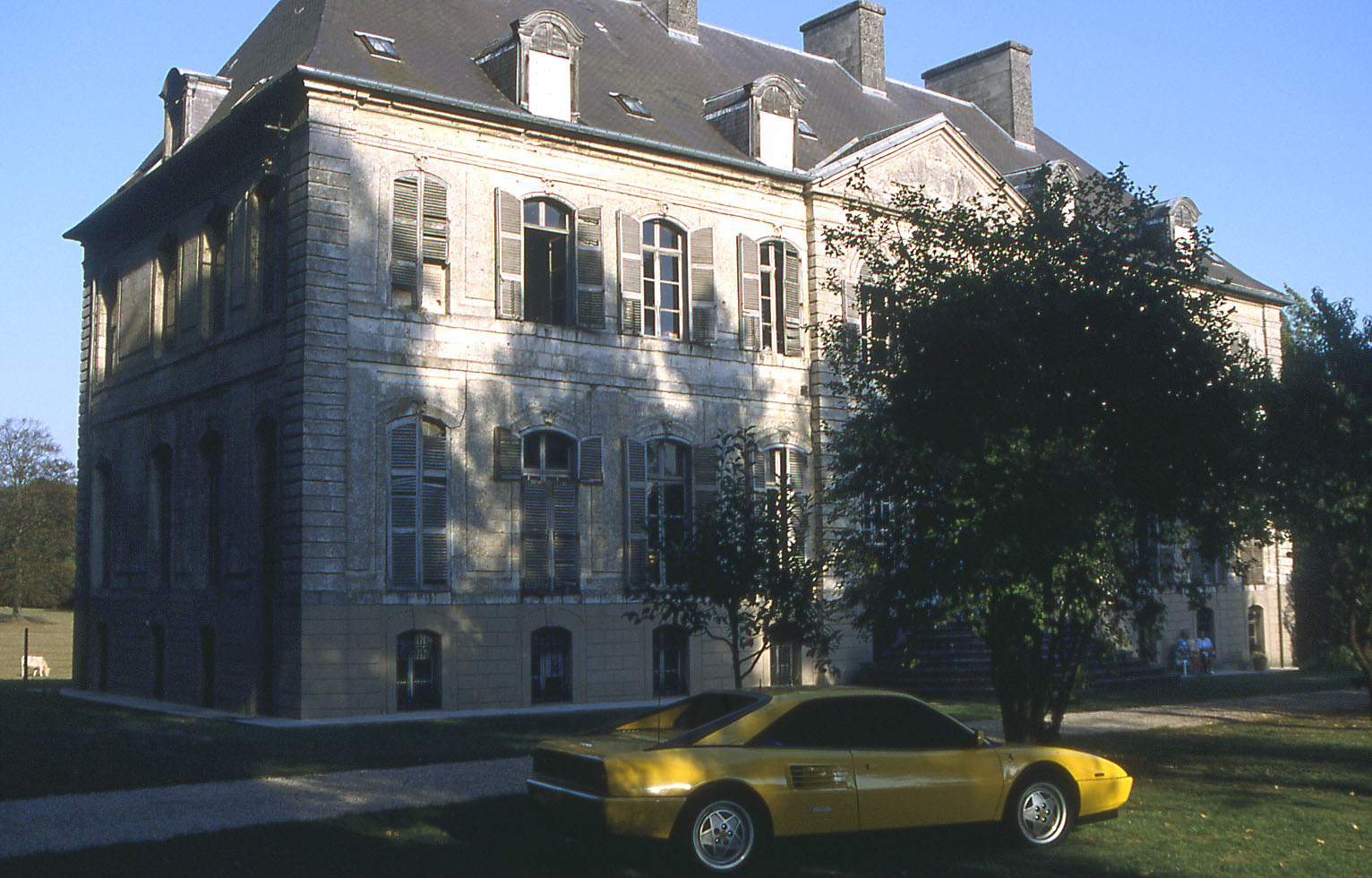
La façade du château.

#### Patrimoine religieux

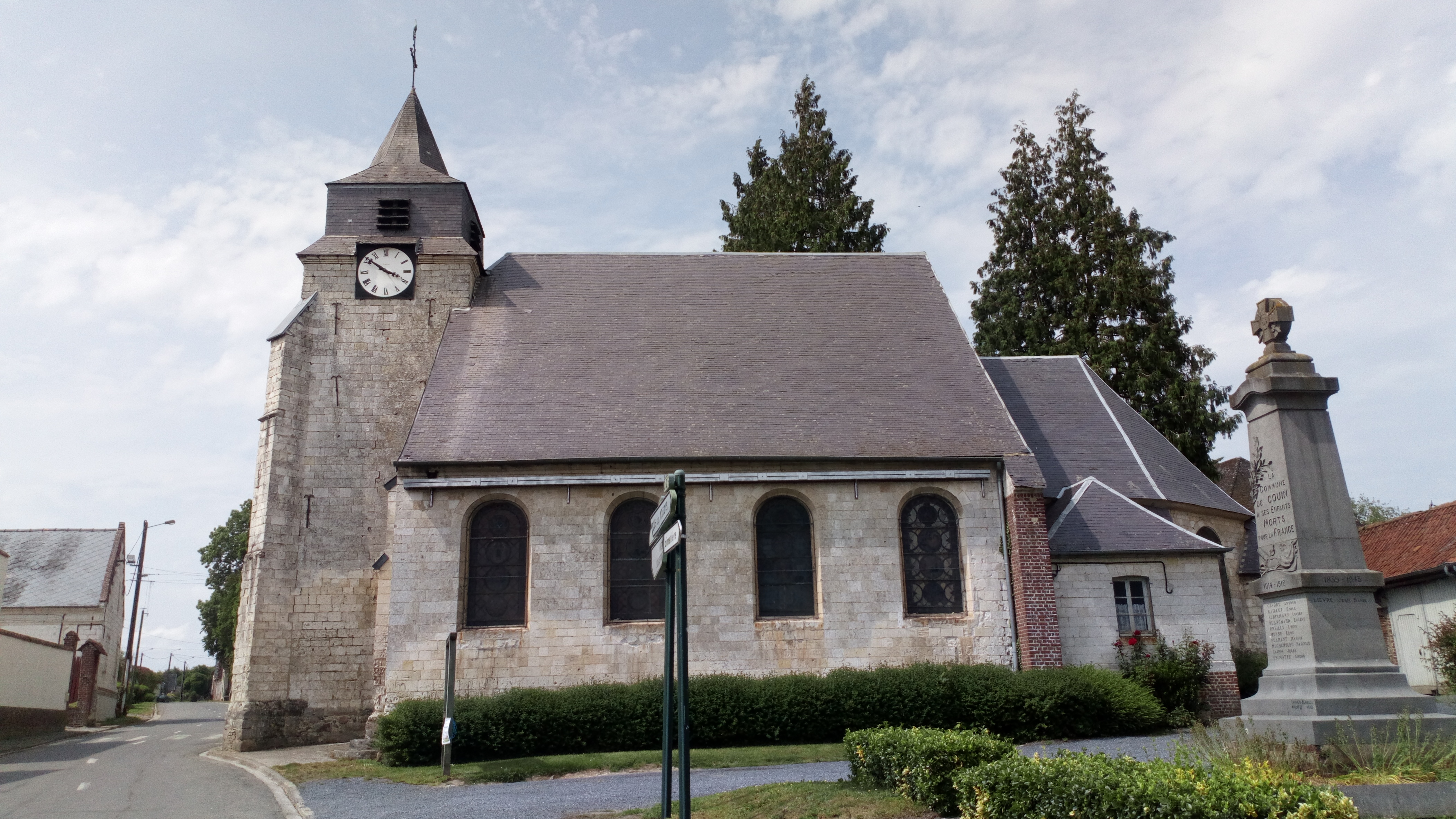
L'église Saint-Pierre.
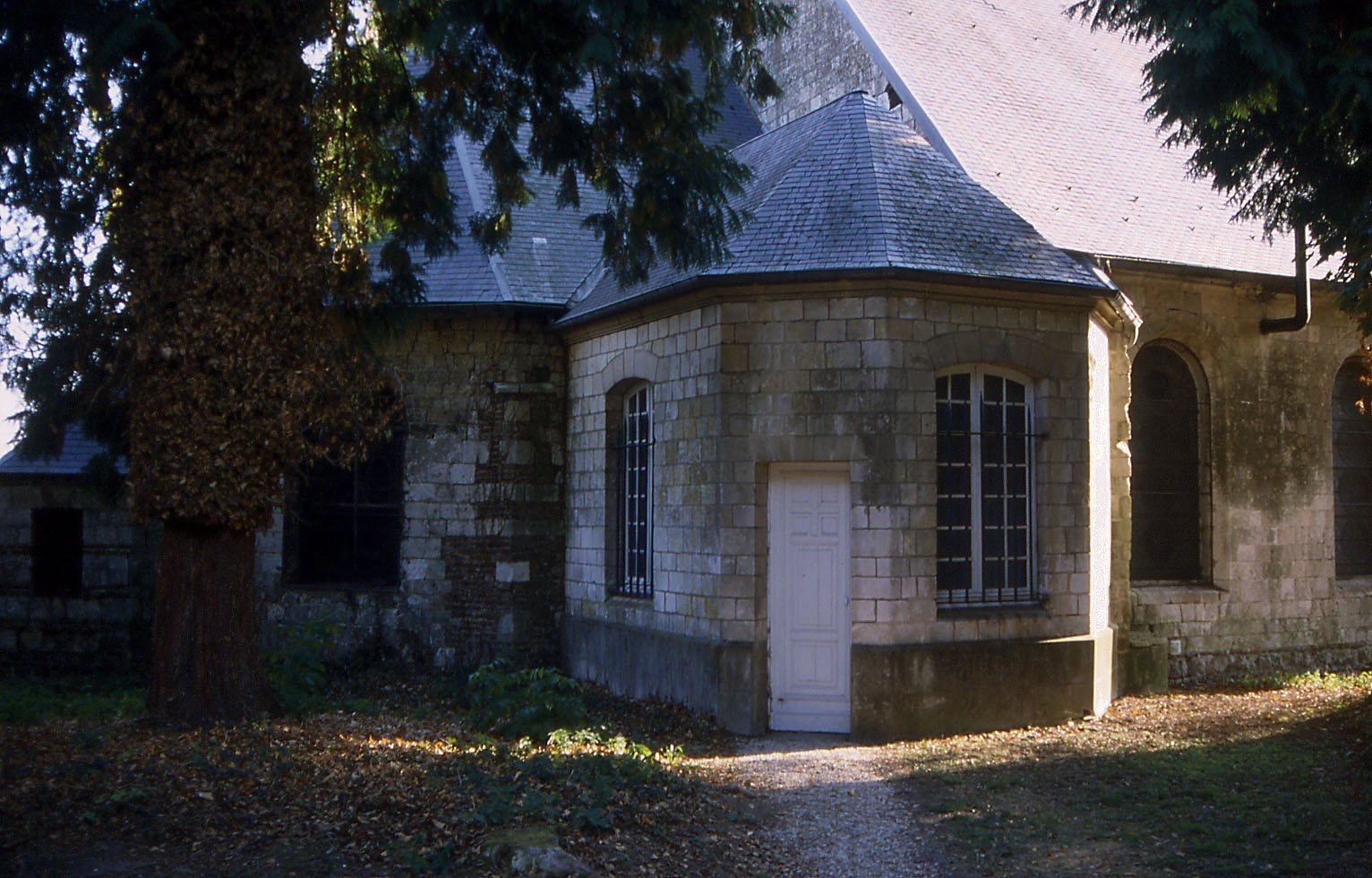
L'église Saint-Pierre de Couin, tribune des châtelains.
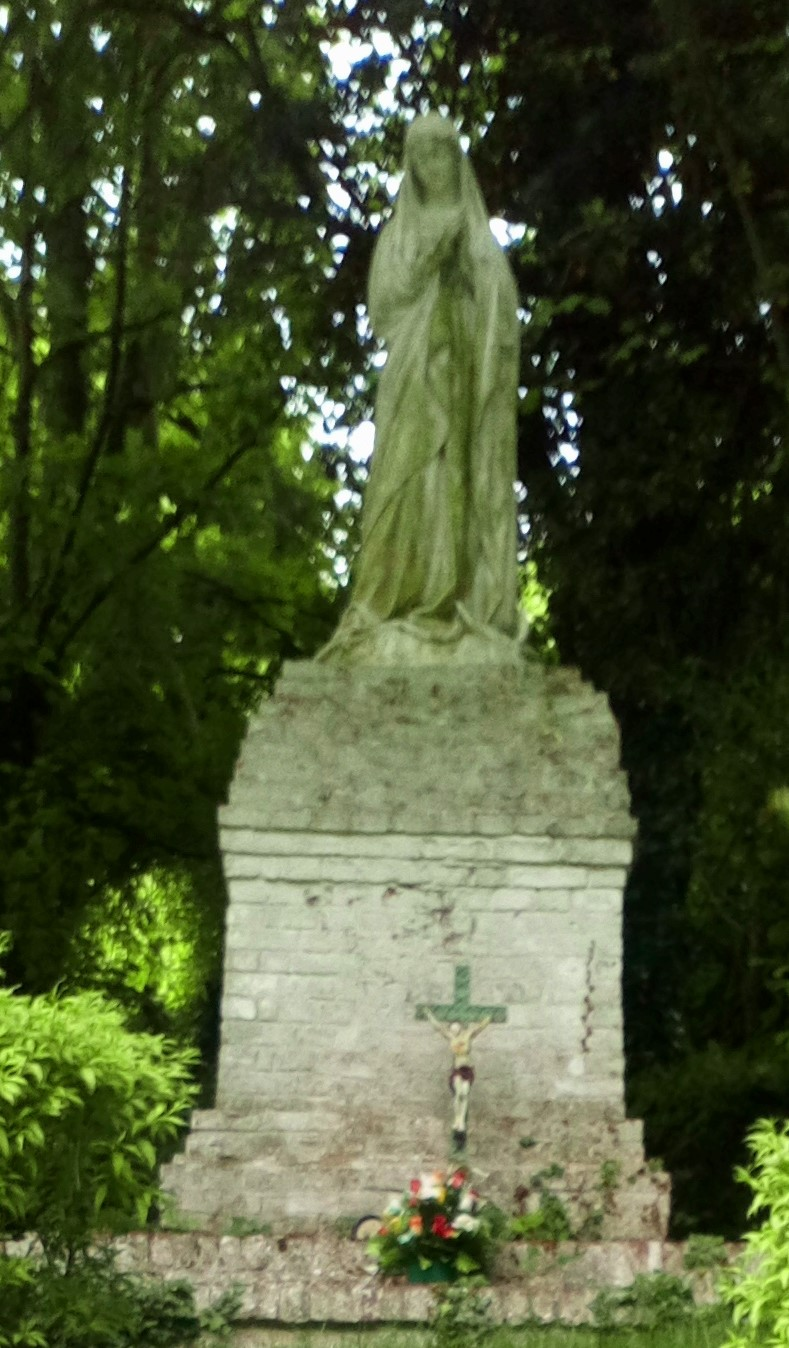
La statue de la Vierge.
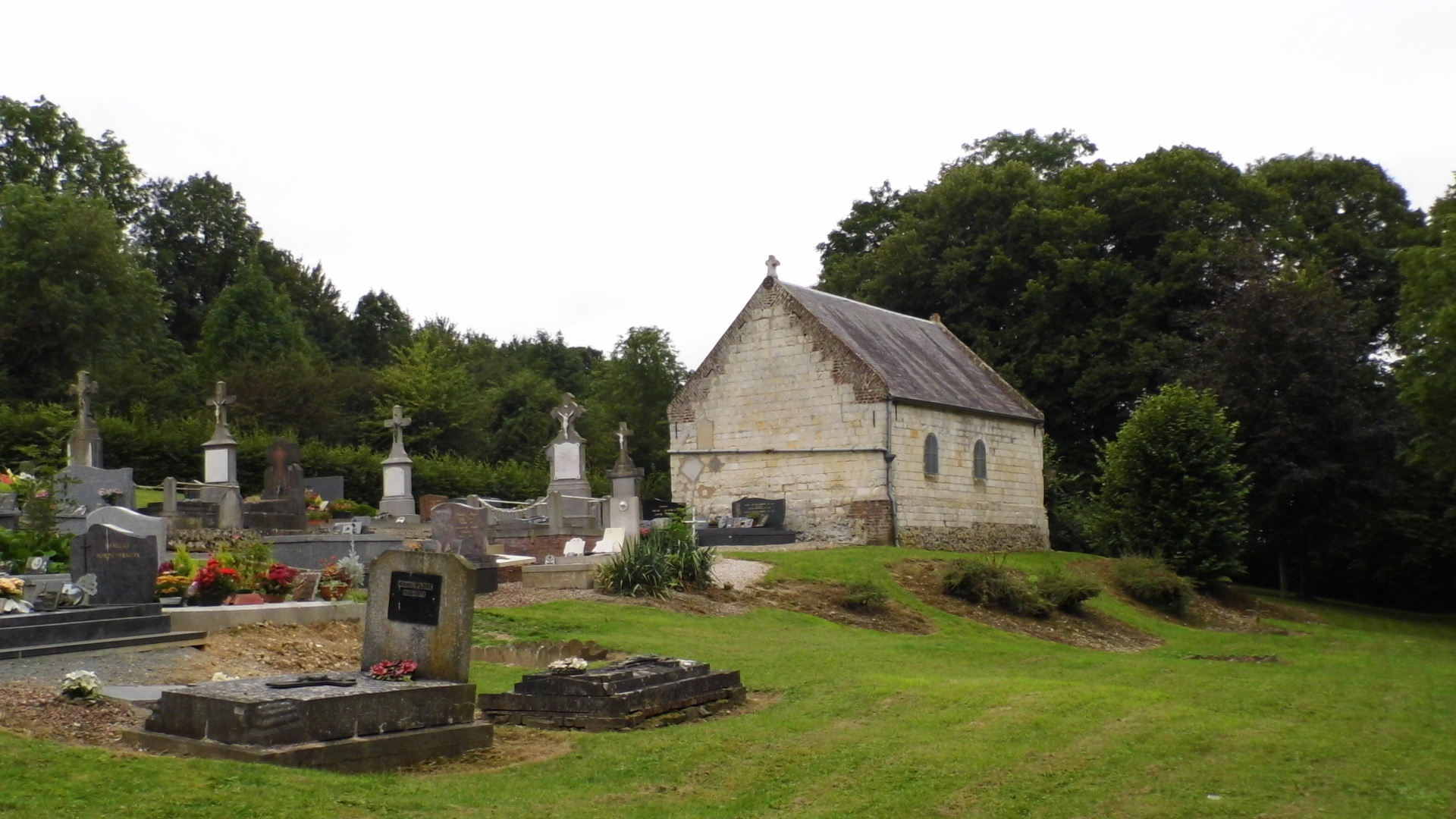
La chapelle Saint-Pierre.
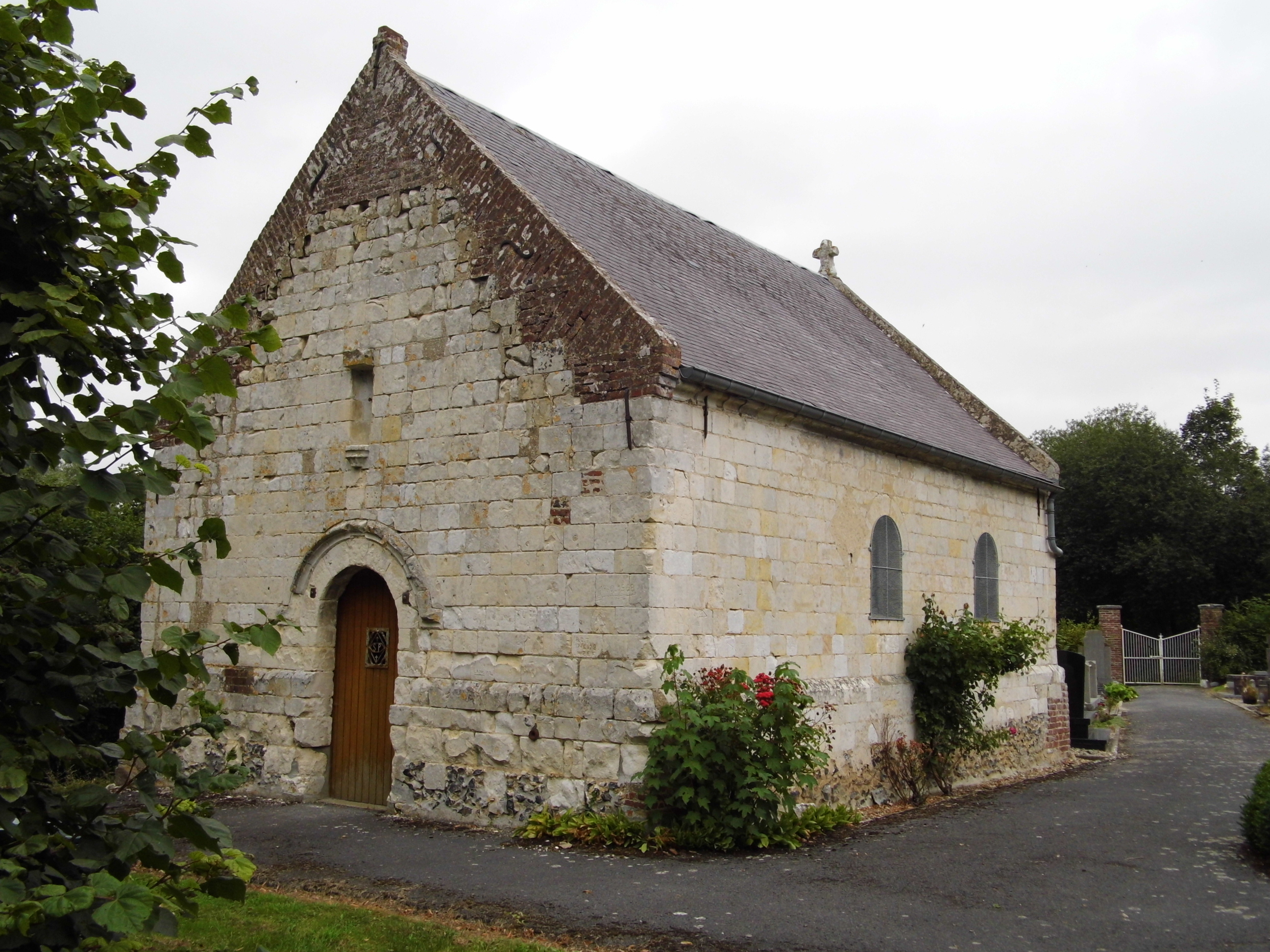
La chapelle Saint-Pierre.

- L'église Saint-Pierre.
- L'église Saint-Pierre de Couin, tribune des châtelains.
- La statue de la Vierge.
- La chapelle Saint-Pierre au milieu du cimetière.
- La chapelle Saint-Pierre.

#### Autres lieux et monuments
- Le monument aux morts[37].
- Le monument aux animaux victimes de guerre, inauguré en 2004[38].

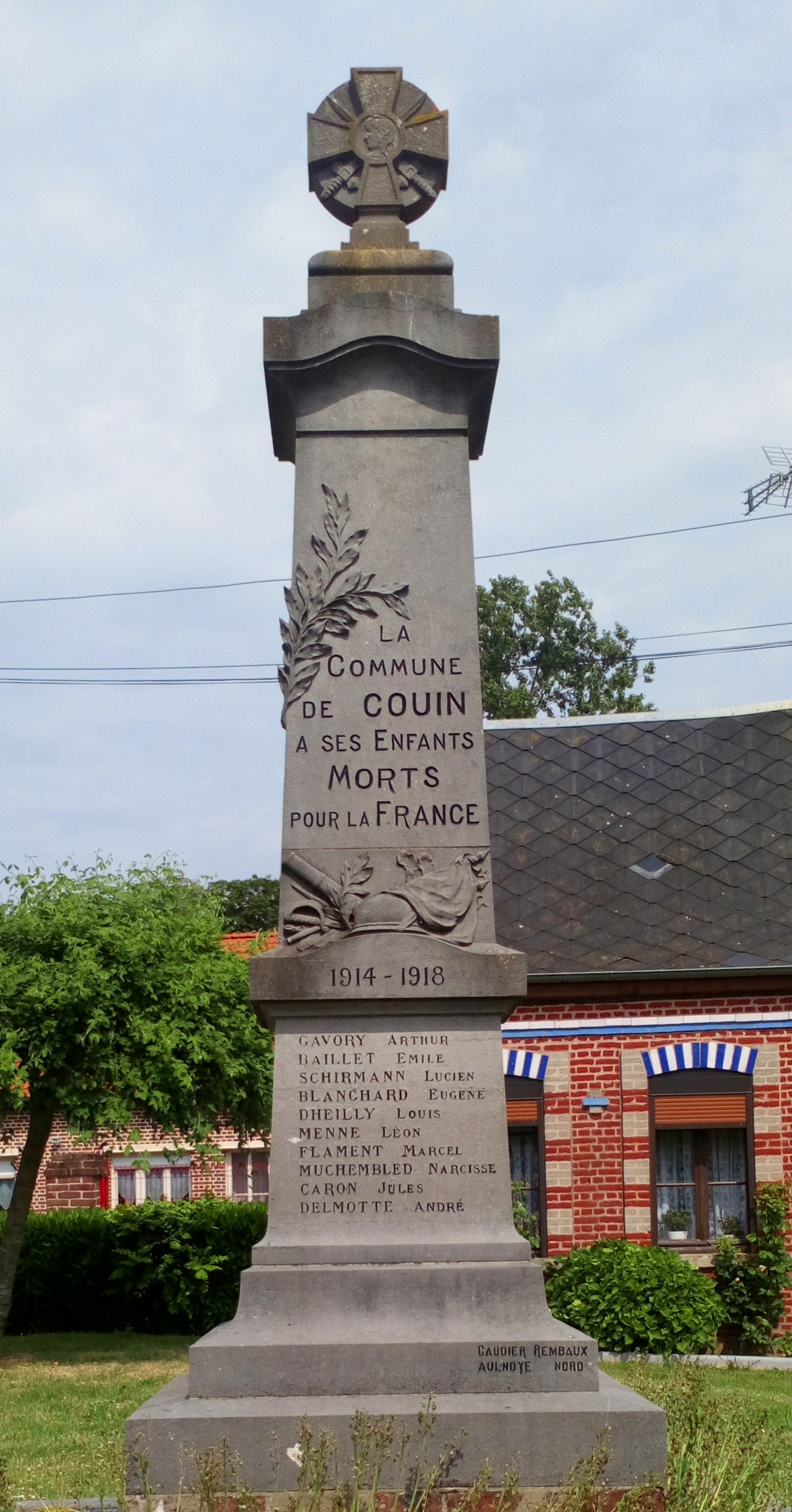
Le monument aux morts.
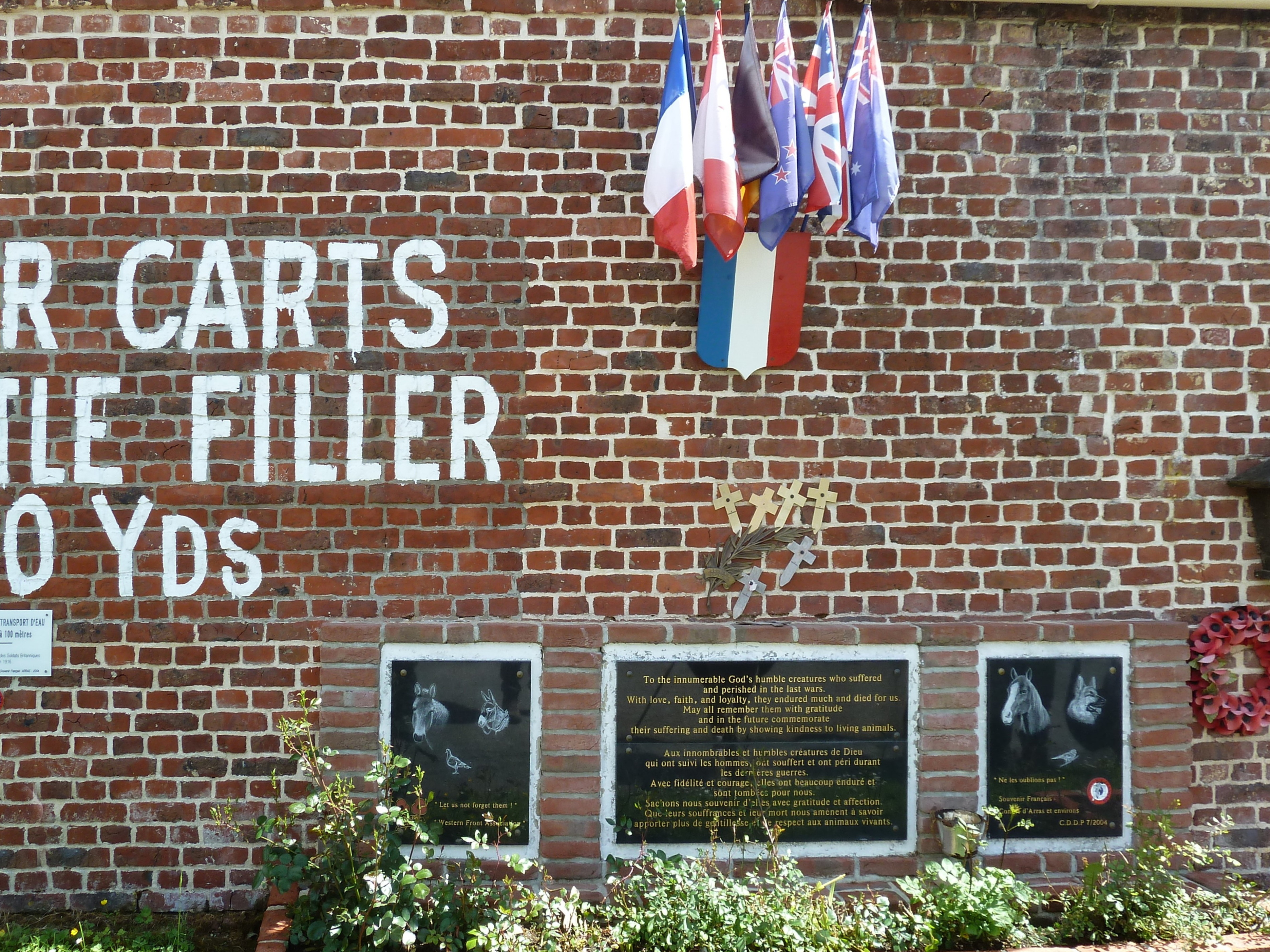
Le monument aux animaux victimes de guerre.

### Héraldique
| Blason de Couin | Blason  | Parti émanché de quatre pièces et une demie de gueules et d'argent. |
| Blason de Couin | Détails | Adopté par la municipalité le 13 mai 1994.                          |

## Pour approfondir